# 曼道河
0°48′00″N 101°47′00″E / 0.8°N 101.78333°E
曼道河是印度尼西亚的河流，流经蘇門答臘中部，为锡亚河支流，位于首都雅加达以西北1000公里。

## 地理环境
河流流经苏门答腊的中部地区，流域主要是热带雨林气候，该地区年平均气温为23°C。 